# Jack McAuliffe
Jack McAuliffe (* 24. März 1866 in Cork, Irland; † 5. November 1937 in Forest Hills) war ein US-amerikanischer Boxer irischer Herkunft. Er gehört mit Young Mitchell, Jimmy Barry, Rocky Marciano, László Papp, Terry Marsh, Kim Ji-won, Ricardo López und Sven Ottke zu den Boxern, die offiziell als Profis ungeschlagen blieben.

## Karriere
McAuliffes Familie wanderte in seiner Kindheit nach Maine ein. Er begann seine Karriere 1884 in der Bare-knuckle-Ära. 1886 wurde er mit einem K. O. gegen Billy Frazier in der 17. Runde US-Meister im Leichtgewicht. Der irischstämmige Jack Dempsey (The Nonpareil) nahm ihn unter seine Fittiche.
Der Konterboxer mit den ausgeprägten Reflexen erklärte sich nach einem K. O. über den Kanadier Harry Gilmore 1887 zum Weltmeister.
Das wollte der englische Titelträger Jem Carney nicht akzeptieren und am 16. November 1887 kam es zur Konfrontation. Als Carney McAuliffe in der 72. Runde niederschlug, stürmten die Fans den Ring. Offiziell endete der Kampf unentschieden, beide Boxer erklärten sich aber zum Sieger.
1889 kämpfte McAuliffe nach 64 Runden Unentschieden gegen Billy Myer, aber schlug ihn später zwei Mal. Bis 1893 war er anerkannter Weltmeister. McAuliffe schlug 1894 noch einen bekannten Gegner in Young Griffo und beendete 1897 endgültig seine Karriere.
1995 fand McAuliffe Aufnahme in die International Boxing Hall of Fame.